# Pianoconcert nr. 1 (Chopin)
Het pianoconcert op. 11 in e mineur is een compositie van Frédéric Chopin uit 1830. Chopin schreef ook een concert in f mineur op. 21 (in 1829), dat bekendstaat als diens tweede concert. Chopin schreef het concert in e mineur evenwel na het concert in f mineur. Maar doordat het eerder werd gepubliceerd, werd het bekend als diens 'eerste concert'.

## Achtergrond
Het pianoconcert in e-mineur is opgedragen aan Friedrich Kalkbrenner, een gevierd pianist en componist in Chopins dagen. Het concert beleefde zijn première op 11 oktober 1830 in Warschau, waar Chopin zelf als 20-jarige componist en pianist de solistenrol vertolkte. Het was een van de laatste concerten die Chopin gaf in Polen, voor hij zou vertrekken naar Frankrijk.

## Delen
- Allegro maestoso (in e mineur)
- Romanze - larghetto (in E majeur)
- Rondo - Vivace (in E majeur)

## Instrumentatie
Chopin gebruikt de gangbare vroeg-19e-eeuwse orkestbezetting:
- Solo piano - 2 fluiten - 2 hobo's - 2 klarinetten in C - 2 fagotten - 4 hoorns (2 in E, 2 in C) - 2 trompetten (in C) - trombone - 3 pauken (B,C,E) - strijkers

## Stijl en structuur
Het concert heeft, afgezien van de gangbare orkestrale inleiding, een dun geïnstrumenteerde orkestratie, waarbij de pianosolo welhaast steeds op de voorgrond is en het orkest ondersteunend begeleidt. In het concert ziet men nauwelijks de 'titanenwedijver' of dialoog, zoals in de concerten van Ludwig van Beethoven, maar veeleer hoort de luisteraar een poëtisch verhalende en virtuoze pianist die gedragen wordt door een secuur begeleidend, dienend orkest. Chopin modelleerde zijn concerten meer naar de werken van Jan Ladislav Dussek en Johann Nepomuk Hummel, wiens stijl hij goed kende. 
Opmerkelijk zijn de niet-standaard modulaties in zowel het eerste als tweede deel, waarbij de klassieke sonatevorm niet strikt wordt gevolgd. In het eerste deel wordt naar de parallelle majeurtoonladder i-I gemoduleerd in plaats van de meer gebruikelijke i-III. In het tweede deel moduleert Chopin van I-V en later in de reprise naar III.

## Thematiek
- Het eerste deel staat in een majestueuze 3/4 maatsoort, en opent met een forte karakteristiek thema:

Dit wordt gevolgd door een lieflijker piano tweede thema:
Wat verderop verschijnt een derde thema in E majeur:
- Het tweede deel, een romanze, is geschreven in een C- (ofwel vierkwarts-) maatsoort en staat in E majeur. Na een korte sfeertekenende orkestrale inleiding opent de piano met het thema:

Het ademt de sfeer van de nocturnes, mede door de kabbelende rubato begeleidingsfiguren in achtsten in de linkerhand.
- Deel drie volgt 'attacca' na deel twee en staat in een 2/4 maatsoort. Het orkest zet de toon met signaalmotieven die de toonsoort Cis willen suggereren:

Maar al snel zet de piano in met zijn vrolijke E-majeur rondo-thema: